# Ooencyrtus metallicus
Ooencyrtus metallicus är en stekelart som beskrevs av Girault 1914. Ooencyrtus metallicus ingår i släktet Ooencyrtus och familjen sköldlussteklar. Inga underarter finns listade i Catalogue of Life.